# زاریئل
زاریئل (به انگلیسی: Zauriel) یک شخصیت خیالی در کتاب‌های کامیک آمریکایی منتشر شده توسط دی‌سی کامیکس است. او سابقاً فرشته‌ای نگهبان به‌شمار می‌رفت که برای میلیون‌ها سال در بهشت خدمتگزاری می‌کرد، سپس به خواست خود به زمین سقوط کرد و تبدیل به یک ابرقهرمان شد و به تیم لیگ عدالت پیوست. این شخصیت توسط گرانت موریسون، مارک میلر، هاوارد پورتر و جان دل خلق شده‌است؛ که برای اولین بار در شمارهٔ ۶ از مجموعه لیگ عدالت آمریکا (ژوئن ۱۹۹۷) حضور پیدا کرد.
زاریئل زمانی یکی از اعضای ایگل هاست، و یکی از چهار فرشته میزبان بهشت بود. او سپس شیفتهٔ زنی فانی گشت و با اراده از الوهیت خود دست برداشت تا در کنار او باشد. از ابتدای خلقت، زاریئل به عنوان فرشته نگهبان در خدمت پرزنس (خدا) بود و از ارواح زنان بی‌شماری از جمله کلئوپاترا، مونالیزا و ژان دارک محافظت می‌کرد.